# آمیگدال
بادامهٔ مغز یا بادامک مغز، یا آمیگدال (به انگلیسی: Amygdala) قسمتی از دستگاه کناره‌ای (لیمبیک) در مغز است که در هر دو نیمکره مغز هر مهره دار وجود دارد. این هسته در پردازش احساسات و تشخیص خطر، یادگیری و حافظه، تئوری ذهن و تصمیم‌گیری نقش مهمی ایفا می‌کند.
آمیگدال به زیردسته‌های مختلف تقسیم می‌شود، این دسته‌بندی شامل:
• هسته جانبی (Lateral) در گروه قاعده‌ای-جانبی
- هسته قاعده ای-جانبی (Baso-Lateral) در گروه قاعده‌ای-جانبی

• هسته قاعده‌ای-میانی (Baso-medial) در گروه کورتیکال-میانی
- هسته کورتیکال (Cortical) گروه کورتیکال

• هسته مرکزی (The Central) گروه مرکزی-میانی
- هسته میانی (The Medial) گروه میانی قرار گرفته است.[۴]

هسته قاعده‌ای-جانبی بادامه نقش مهمی در یادگیری و حافظه ایفا می‌کند. بادامه علاوه بر نقش اصلی در درک احساسات و ایجاد پاسخ به آنها، در تعدیل درد نیز دخالت دارد. هستهٔ مرکزی بادامه به عنوان بادامه کنترل درد، معرفی شده است. بادامه مغز همچنین مسئول تظاهرات هیجانی چهره مانند خوشحالی و ترس است و نقش مهمی در اکتساب یادگیری‌های هیجانی دارد.

## کارکرد

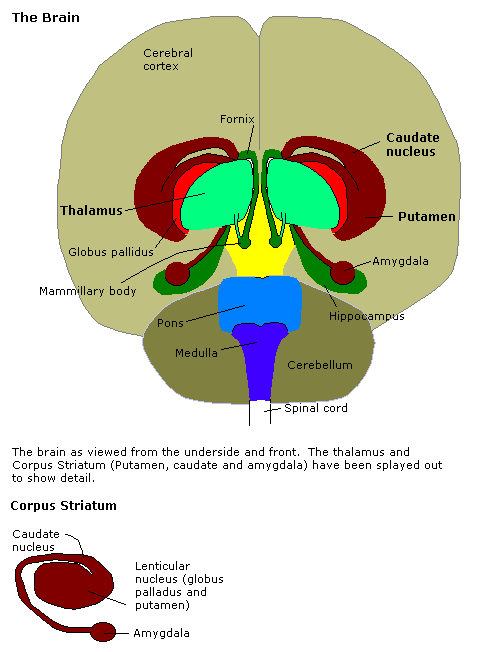
مغز انسان در برش دید کورونال. بادامه با رنگ قرمز تیره نمایش داده شده است.

### پردازش احساسات و تشخیص خطر
پژوهش‌ها بوسیله تصویربرداری مغزی fMRI نشان می‌دهد فعالیت آمیگدال هنگام دیدن چهره‌های عصبانی، تهدید کننده و ناراحت افزایش میابد. این در حالی‌ست که فعالیت آن هنگام دیدن چهره‌های پوکر فیس و خنثی تغییر چشمگیری در فعالیت آن ایجاد نمی‌کند.
امیگدال شخص را قادر به تشخیص حالات چهره می‌کند، به خصوص چهره افراد غمگین و در حال درد کشیدن، بدین ترتیب در درک حس همدلی نقش پررنگی دارد. علاوه بر آن با پردازش خطر و تشخیص به موقع تهدید در حالات چهره اشخاص، حس «ترس» را ایجاد کرده و مارا از ایجاد ارتباط با آنها بازمی‌دارد.
محرک‌های ناراحت‌کننده و یادآور پیش آمد ناخوشایند در حافظه بلند مدت در آمیگدال و هیپوکامپ کدگذاری می‌شود و در صورت مواجه شدن مجدد با آن محرک یا قرارگیری در موقعیت مشابه با آن، با ایجاد ترس خاصیت مهار کننده دارد و جانور را از آن محرک منصرف می‌کند. عملکرد آمیگدال در افراد مبتلا به اختلال استرس پس از سانحه دچار اختلال می‌شود و این یکی از دلایل بیش از حد هوشیاری و اختلال خواب این افراد است.
در برخی پژوهش‌ها برای مشخص عملکرد یک ناحیه از مغز، آنرا تحریک یا تخریب می‌کنند. عملکردهایی که با این روش در مورد بادامه مشخص شده عبارتند از: مرکز هیجانی مغز، اطلاعاتی که جنبهٔ هیجانی دارند ازه می‌گذرند و حافظه مربوط به آن‌ها بهتر ذخیره می‌شود و نیز آمیگدال نقش اصلی را در شروع پاسخ به ترس دارد. آمیگدال تثبیت و ذخیره کردن حافظه‌ها را در نواحی دیگر مغز تحت تأثیر قرار می‌دهد. بادامه در بیان یا به یاد آوردن حافظه‌های هیجانی نقشی مهم دارد؛ بنابراین بادامه جزئی از یک شبکه است که به عنوان تنظیم‌کنندهٔ قدرت حافظه‌ها با توجه به اهمیت هیجانی آن‌ها عمل می‌کند. به عبارت دیگر، در یادگیریهایی که با هیجان همراه باشند با توجه به اینکه آمیگدال فعال می‌شود، ذخیرهٔ آن‌ها بهتر صورت می‌گیرد.
بادامه در مغز انسان به‌صورت خودکار از بعضی ویژگی‌های چهره برای تصمیم‌گیریِ خیلی سریع در رابطه با بی خطر بودن بودنِ افراد استفاده می‌کند. به عبارتی، لازم نیست ما به‌صورت منطقی به این موضوع فکر کنیم که «آیا من باید به این فرد اعتماد کنم یا نه؟» مغز ما درست در لحظه‌ای که چهرهٔ فرد را می‌بینیم از این موضوع آگاه می‌شود.

### گرایش‌های جنسی
مشاهده شد که پیوندهای آمیگدال چپ در مردان همجنس‌گرا بیشتر است، همان‌طور که در زنان دگرجنس‌گرا نیز دیده می‌شود. پیوندهای آمیگدال راست در زنان همجنس‌گرا، مانند مردان دگرجنس‌گرا، گسترده‌تر بود.

## اهمیت بالینی
اختلال استرس پس از سانحه (PTSD) از عوامل تغییر در ساختار ارتباطی مغز می‌باشند، و پژوهش‌های تازه نشان می‌دهد این بیماری در نحوه ارتباط زیرساختارهای مهم مغز مانند سیستم لیمبیک (به خصوص آمیگدال)، جسم مخطط شکمی (هسته آکومبنس) که پردازش احساسات و سیستم پاداش را به عهده دارند با لوب پیشانی، قشر پیش گُوِه و سایر بخش‌های نئو کورتکس دچار اختلال کرده و یک مدار همپوشانی ایجاد می‌کند که در صورت تحریک، حالت دفاع یا گریز مغز را فعال می‌کند بدون توجه به اینکه شخص واقعاً در موقعیت خطرناکی باشد. این توانایی درک زمان حال را مختل کرده، و حالت روانی بیش از حد هوشیاری و اتفاقات ناخوشایندی که رخ داده را برای شخص تکرار می‌کند و توانایی استدلال و عملکرد را از شخص می‌گیرد. این پدیده به ربایش نیز آمیگدال معروف است گرچه این اصطلاح این موضوع را بیش از حد ساده کرده و برای درک عموم جامعه می‌باشد.

## ارتباط با محور HPA
محور HPA از سه نقطه کلیدی هیپوتالاموس، هیپوفیز و غدد آدرنال تشکیل شده که هنگام مواجهه با استرس یکی از مهم‌ترین فعالیت‌های بیولوژیکی در هنگام مواجهه با استرس ایجاد می‌کند، ترشح آدرنالین و کورتیزول. اگر محرک به اندازه کافی تهدید برانگیز باشد هسته مرکزی و میانی آمگیدال سیستم دفاع یا گریز را فعال می‌کند، و جانور را از نظر فیزیولوژیکی آماده دفاع یا گریز می‌کند.

تصویر محور HPA (هورمون آزادکننده کورتیکوتروپینCRH- ACTH، هورمون آدرنوکورتیکوتروپیک)

هسته مرکزی و میانی آمیگدال نقش کلیدی در فعالیت محور HPA ایفا می‌کند و اکثر برجستگی‌های آوران را از آمیگدال به نواحی قشر مغز، مغز میانی و ساقه مغز که پاسخ‌های انطباقی به استرس را تنظیم می‌کنند، کمک می‌کند.